# Nirvana (együttes)
Ez a szócikk az amerikai rockegyüttesről szól. Az indiai vallásokban használatos fogalmat a Nirvána szócikk tárgyalja.
A Nirvana amerikai rockegyüttes volt, amelyet Kurt Cobain énekes és gitáros alapított Krist Novoselic basszusgitárossal a Washington állambeli Aberdeenben. A kezdeti időszakban több dobossal zenéltek, majd 1990-ben csatlakozott hozzájuk Dave Grohl, akivel kialakult a Nirvana végső felállása.
Az együttes a seattle-i zenei színtéren alapozta meg hírnevét a független Sub Pop lemezkiadónál 1989-ben megjelent, Bleach című első albumával. Miután a nagykiadós DGC Recordshoz szerződtek, Smells Like Teen Spirit című daluk a második, 1991-es Nevermind albumról, nem várt nagy sikert aratott. A Nirvana ezzel belépett a mainstreambe, és ráirányította a figyelmet az alternatív rock egyik alműfajára, a grunge-ra, amely aztán az 1990-es évek első felében uralta a zeneipart. Kurt Cobaint, a Nirvana frontemberét, a média „generációja szószólójának” kiáltotta ki, a Nirvanát pedig az X-generáció „zászlóshajójának”. Cobain kényelmetlenül érezte magát a rá irányuló figyelemtől, és inkább a zenére összpontosított. Abban a hitben, hogy az együttes üzenetét és művészi vízióját félreértelmezték, kihívás elé állította a zenekar közönségét az 1993-as In Utero című harmadik stúdióalbumukkal.
A Nirvana rövid pályafutása Kurt Cobain 1994 áprilisi halálával ért véget, de az együttes népszerűsége és hatása kitartott a következő években is. 2002-ben egy befejezetlen demófelvételük a zenekar utolsó időszakából You Know You're Right címmel a rádiós játszási listák élére került világszerte. Az együttes 1989-es bemutatkozása óta, csak az Egyesült Államokban, több mint 25 millió albumot adott el, világszerte pedig több mint 75 milliót.

## Történet

### A korai évek (1985–1990)
Cobain és Novoselic 1985-ben találkoztak először (bár egy gimnáziumba jártak, nem ismerték egymást). Mindketten a Melvins együttes rajongói voltak, és gyakran látogattak el az együttes próbáira. Néhány sikertelen zenekar-alapítási próbálkozás után Aaron Bruckhard dobossal hozta létre annak az együttesnek az első felállását, amely később a Nirvana lett. Burckhardot pár hónap után kirúgták. Ideiglenesen Dale Crover, a The Melvins dobosa helyettesítette, akivel elkészítették az első demójukat.
A kezdeti hónapokban több nevet is kipróbáltak, ezek között volt a Skid Row, a Pen Cap Chew, és a Ted Ed Fred. A Nirvana nevet 1988 elején vették fel, melyet Cobain így magyarázott: „Olyasmi elnevezést akartam, amely gyönyörű, kellemes és szép, nem egy olyan közönséges ócska punk rock nevet, mint mondjuk az Angry Samoans”. Az év márciusában léptek fel először ezen a néven. Néhány hónappal később állandó dobost is sikerült találniuk Chad Channing személyében.
1988 végén egy seattle-i független lemezkiadó, a Sub Pop leszerződtette az együttest, és rendelkezésükre bocsátott egy stúdiót. Szerződést kötöttek egy híres helyi producerrel, Jack Endinóval, akinek segítségével az év decemberében, körülbelül 30 óra alatt felvették az első lemezüket, amely 1989-ben jelent meg Bleach néven. Az arról megjelenő első kislemez a Love Buzz/Big Cheese volt. Az albumra több együttes is hatással volt, mint például a Melvins, a Black Sabbath és a Led Zeppelin. Az anyag országszerte a főiskolai rádióállomások kedvence lett Amerikában, de kevés jel utalt arra, hogy hol fog tartani az együttes két évvel később.
A Bleach felvételére 606,17 dollárt költöttek, amit Jason Everman fizetett ki (őt Cobain egyik legjobb barátja hozta össze az együttessel). Everman, miután egyre több időt töltött az együttessel, felajánlotta, hogy kölcsönadja a lemez felvételéhez szükséges összeget. Emiatt, bár nem játszott az albumon, a neve felkerült a közreműködők listájára, hogy „még inkább a zenekar tagjának érezze magát”, mondta Novoselic. A Bleach elkészülte után Evermannek másodgitáros szerep jutott a Nirvana rövid és konfliktusokkal teli első turnéján. A koncertkörút 1989 februárjában indult és két hétig tartott, csak az Egyesült Államokban léptek fel. A turné végeztével megváltak Evermantől. Október végétől Angliában és Európában turnéztak a TAD előzenekaraként. 1989. november 21-én, az előző napi és a másnapi bécsi koncertek között a Nirvana Budapesten lépett fel a Petőfi Csarnokban. Ez volt az egyetlen magyarországi koncertjük a zenekar egész történetében.
Egy 1989-es interjúban Kurt azt nyilatkozta, hogy az együttes zenéje megváltozott: „A korai dalok nagyon dühösek voltak. […] De ahogyan telik az idő, a dalok egyre poposabbak és poposabbak lesznek pont úgy, ahogy én egyre boldogabbá és boldogabbá válok. A mostani dalok a problémás kapcsolatokról, más emberi lényekhez kötődő érzelmi dolgokról szólnak”. 1990 áprilisától az együttes Butch Vig producerrel kezdett el dolgozni a Bleach folytatásán a Smart Studiosban. A felvételek alatt Kurt és Krist kiábrándult Channing dobtechnikájából, és nehezményezték azt is, hogy nem vett részt a dalszövegek írásában. Nem sok idő múlva Chad kilépett az együttesből, néhány hétig pedig ismét Dale Crover lett a dobos. Később felbérelték a Mudhoney dobosát, Dan Peterst, akivel fel is vették a Sliver című dalt. Néhány héttel később Buzz Osborne, a The Melvins énekese bemutatta nekik Dave Grohlt, aki egy washingtoni hardcore punk együttesben, a Screamben játszott dobosként. Néhány nappal az első találkozásuk után, Cobain és Novoselic meghallgatta Dave próbajátékát. Krist később azt nyilatkozta: „Két perc után tudtuk, hogy ő a mi dobosunk”. Grohl első fellépése 1990 októberében volt az együttessel, attól kezdve a Nirvana feloszlásáig ő maradt az állandó dobos.

### Az áttörés (1990–1992)
Az együttes a csekély érdeklődést kiváltó első albumuk után kiábrándult a Sub Pop kiadóból, ezért úgy döntöttek, hogy egy nagykiadót keresnek. A Sonic Youthból ismert Kim Gordon folyamatos ajánlására 1990-ben a DGC Records leszerződtette a Nirvanát. Ezt követően az együttes elkezdte felvenni első nagykiadós albumát, a Nevermindot. A kiadó több producert is felajánlott a számukra, de ők ragaszkodtak Butch Vighez. Úgy döntöttek, hogy Vig Madison stúdiója helyett a Los Angeles-i Sound City Studiosban veszik fel az anyagot. 1990 folyamán több dalt is rögzítettek itt, például az In Bloomot és a Breedet, melyeket akkor már évek óta játszottak koncerteken. Pár dalnak, mint például az On a Plainnek és a Stay Awaynek nem volt teljes, befejezett szövegük; ezek csak a felvételi munkák közepére készültek el. A felvételek után Vig és az együttes közösen végezték el a keverést. A lemezfelvétel tervezett ütemét nem tudták tartani, és az első keverés sem tűnt kielégítőnek, ezért felvették a Slayer együttes hangmérnökét, Andy Wallace-t, aki kialakította a végső hangzást. A lemez kiadását követően a Nirvana tagjai elégedetlenségüket fejezték ki Wallace munkájával kapcsolatban, a Nevermind album steril hangzása miatt.
Kezdetben a DGC Records arra számított, hogy 250 000 példányt adnak el a Nevermindból, ami a Sonic Youth Goo című albumával lett volna azonos eladási szinten. Azonban az album első kislemezdala, a Smells Like Teen Spirit gyorsan nagy népszerűségre tett szert, nem kis részben az MTV-n sűrűn játszott videóklipjének köszönhetően. Az 1991 végén lezajlott Európa-turnén az együttes azt vette észre, hogy a koncerteken a termek befogadóképességéhez képest veszélyesen sok belépőt adtak el, hogy a tévétársaságok forgatócsoportjai a színpadkép állandó szereplői lettek, és hogy a Smells Like Teen Spirit dal majdnem mindenütt jelen volt a rádióban és a televíziós műsorokban. 1991 karácsonyára a Nevermindból már heti 400 000 példányt adtak el az Egyesült Államokban. 1992. január 11-én az album megszerezte az első helyet a Billboard 200 lemezeladási listán, letaszítva Michael Jackson Dangerous című albumát a csúcsról. Az album számos más ország eladási listáján is elfoglalta az első helyet. Abban a hónapban, amikor elérték az első helyet, a Billboard magazin kijelentette: „A Nirvana kivételes együttes, ahol minden együtt van: kritikai elismerés, szakmai tisztelet, poprádiós jelenlét, és egy masszív főiskolai/alternatív zenei rajongói háttér.”.
1992 februárjában, az együttes Pacific Rim elnevezésű turnéját követően, Cobain feleségül vette a Hole együttes énekesnőjét, Courtney Love-ot Hawaiin. Augusztusban Love életet adott lányuknak, Frances Bean Cobainnek. Kimerültségre hivatkozva a Nirvana nem vállalt el még egy amerikai turnét a Nevermind népszerűsítésére, helyette néhány élő fellépést iktattak be. Napokkal Frances Bean születése után adta a Nirvana egyik leghíresebb koncertjét az Egyesült Királyságban, a Reading Festival főzenekaraként. A Cobain egészségéről és az együttes lehetséges feloszlásáról szóló pletykákra válaszul Cobain viccből egy tolószékben jelent meg a színpadon, majd kiszállt belőle és csatlakozott a zenekarhoz, hogy eljátszanak néhány régi és új számot. Dave Grohl 2005-ben egy rádióműsorban elmondta, előzőleg az együttes őszintén aggódott, hogy a koncert teljes katasztrófa lesz, tekintve a koncertet megelőző hónapok történéseit. Ennek ellenére, a fellépés végül pályafutásuk egyik legemlékezetesebb eseménye volt.
Alig két héttel később a Nirvana fellépett az MTV Video Music Awardson. Az első próbán Cobain bejelentette, hogy az együttes az adás alatt egy új dalt fog előadni, a "Rape Me"-t. Az MTV vezetőit megrémítette a dal. A show producere, Amy Finnerty elmondása alapján, azt gondolták, hogy róluk szól. Ragaszkodtak hozzá, hogy az együttes ne a "Rape Me"-t játssza, sőt azzal fenyegetőztek, hogy ha az együttes eljátssza a dalt, akkor leállítják a klipjeik adását. Heves vitákat követően a Nirvana beleegyezett, hogy legutóbbi kislemezdalukat, a Lithiumot fogják játszani. A műsort Cobain mégis a "Rape Me"-vel kezdte, aztán áttért a Lithiumra. Az előadás vége felé Novoselic erősítője elromlott, ezért úgy döntött, hogy egyfajta show-elemként feldobja gitárját a levegőbe. A visszaeső gitárt azonban nem sikerült elkapnia, ezért az fejbe csapta, és Novoselic szédelegve hagyta el a színpadot. Miközben Cobain a felszerelésüket csapkodta, Grohl a mikrofonokhoz rohant, és egyfolytában azt kiabálta, hogy „Hi Axl! Hi Axl!”. Ezzel a Guns N’ Roses énekesére, Axl Rose-ra utalt, akivel az együttesnek és Courtney Love-nak a show előtt volt egy bizarr és harcias találkozása.
1992 decemberében az együttes kiadta az Incesticide albumot, ami ritkaságok és B-oldalas dalok gyűjteménye volt. A zenekar sikere nyomán sok rádiófelvételük és korábban kiadatlan daluk kezdett feltűnni különböző illegális kiadványokon, ezért az Incesticide főleg a kalózmásolatok terjedésének letörésére szolgált. Az album tartalmazott dalokat korábban már kiadott kislemezekről, mint például a Sliver és a Dive, valamint a BBC-nél készült felvételeket mint a Been a Son, az Aneurysm, továbbá feldolgozásokat a The Vaselines és a Devo együttesektől.

### In Utero (1993)
Az 1993-as In Utero elkészítéséhez leszerződtették Steve Albinit, a Pixies együttes híres Surfer Rosa című albumának producerét. Mivel a Nevermind olyan hallgatóságot vonzott, akiknek kevés, vagy szinte semmi tapasztalatuk nem volt az olyan alternatív, sötét, vagy kísérletező zenekarokat illetően, mint a Nirvana elődei, ezért Albini bevonása szándékos lépésnek tűnt a Nirvana részéről, hogy az albumnak egy nyers, kevésbé polírozott hangzást adjanak. Például az album egyik dala, amely egy zajos, vijjogó riffre épül, az ironikus Radio Friendly Unit Shifter címet kapta (a zeneiparban a „radio friendly” (rádióbarát) kifejezés olyan dalra utal, amelyet gyakran játszanak a rádiók, a „unit shifter” pedig egy olyan dal, amely miatt megnő a kereslet egy album iránt, tulajdonképpen „húzódalként” értelmezhető). Mindazonáltal Cobain kitartott amellett, hogy az Albini kreálta hangzás az, amit mindig is elképzelt a Nirvana számára: egy mindenféle stúdiótrükkök nélküli, természetes hangzást. A felvételek Albinivel különösen gyorsak és hatékonyak voltak. Az albumot mindössze két hét alatt vették fel 25 000 dollár költséggel a minnesotai Pachyderm Studiosban.
Néhány héttel a felvételek befejezése után a Newsweekben és a Chicago Tribune-ban olyan cikkek jelentek meg, amelyek szerint a DGC Records az albumot „kiadhatatlannak” tartja. Emiatt sok rajongó úgy gondolta, hogy az együttest a kiadójuk befolyásolhatja a kreativitásban. Habár az album visszatartásáról szóló történetek nem voltak igazak, de az együttes tagjai valójában nem voltak teljesen elégedettek Albini keverésével. Úgy gondolták, hogy a basszusok túl mélyek, valamint Cobain úgy érezte, hogy a Heart-Shaped Box és az All Apologise dalok nem szólnak tökéletesen. Az R.E.M. producerét, Scott Littet kérték fel, hogy segítsen újrakeverni ezt a két dalt, amelyhez Cobain további hangszeres részeket és háttérvokált is hozzáadott. 1993 augusztusában leforgatták a Heart-Shaped Box videóklipjét Anton Corbijn rendezésében.
Az In Utero a Billboard 200-on az első helyen debütált 1993. szeptember 21-én. A Time kritikusa, Christopher John Farley, a következőket írta az albumról: „Néhány alternatívzene-rajongó félelme ellenére a Nirvana nem lett mainstream, bár ez az erős új album talán ismét rákényszeríti a mainstreamet, hogy közeledjen a Nirvanához.”. Bár kereskedelmileg sikeres volt, az album mégsem tudta megismételni a Nevermind sikerét. Az év őszén a Nirvana belekezdett első komoly turnéjába két év után az Egyesült Államokban. A turnéra másodgitárosként felvették a Germs punk rock együttes tagját, Pat Smeart.

### Az utolsó hónapok és Cobain halála (1993–1994)
1993 novemberében, az In Utero-turné közepén a Nirvana fellépett az MTV Unplugged műsorban. Úgy döntöttek, hogy legismertebb dalaik közül csak egyet játszanak, a Come as You Are-t. Grohl egy későbbi nyilatkozatában azt mondta: „Tudtuk, hogy nem akarjuk beletenni a Teen Spirit egy akusztikus verzióját… mert az szörnyű hülyén hangzott volna”. Néhány viszonylag ismeretlen dal feldolgozása is bekerült a műsorba, köztük a Meat Puppets három száma, melyet az arizonai rockegyüttes két tagjával közösen adtak elő. A műsor végén, miután eljátszották a blueslegenda Lead Belly Where Did You Sleep Last Night című dalát, a műsor producere, Alex Coletti megpróbálta rávenni az együttest, hogy játsszanak egy ráadásdalt. Cobain erre a következőt válaszolta: „Nem tudom felülmúlni az utolsó dalt”. Coletti belátta, hogy Cobainnek igaza van. Az előadás 1993. december 13-án került adásba az MTV-n.
1994 elején az együttes európai körútra indult. A turné vége felé, március 1-jén Münchenben, Cobainnál hörghurutot és torokgyulladást diagnosztizáltak. Emiatt a másnapi müncheni koncertjüket törölték. Rómában március 4-e reggelén Courtney Love öntudatlan állapotban találta Cobaint a hotelszobában, és sietve bevitette a legközelebbi kórházba. Az orvos, aki megvizsgálta, azt nyilatkozta egy sajtókonferencián, hogy az énekes receptre felírt Rohypnol gyógyszert két üveg pezsgővel kísérve vett be. A turné további részét törölték, beleértve az egyesült királyságbeli koncerteket is.
A következő hetekben Cobain heroinfüggősége újra felszínre tört. Megszervezték, hogy elvonóra menjen, és meggyőzték, hogy vesse alá magát a kezelésnek. Kevesebb mint egy héttel a rehabilitáció megkezdése után Cobain átmászott az intézet falán, és hazautazott Seattle-be. Egy héttel később, 1994. április 8-án, pénteken Cobaint holtan találták seattle-i házában. Halálát egy önkezével leadott fejlövés okozta. A Nirvana feloszlott.

### A Nirvana után

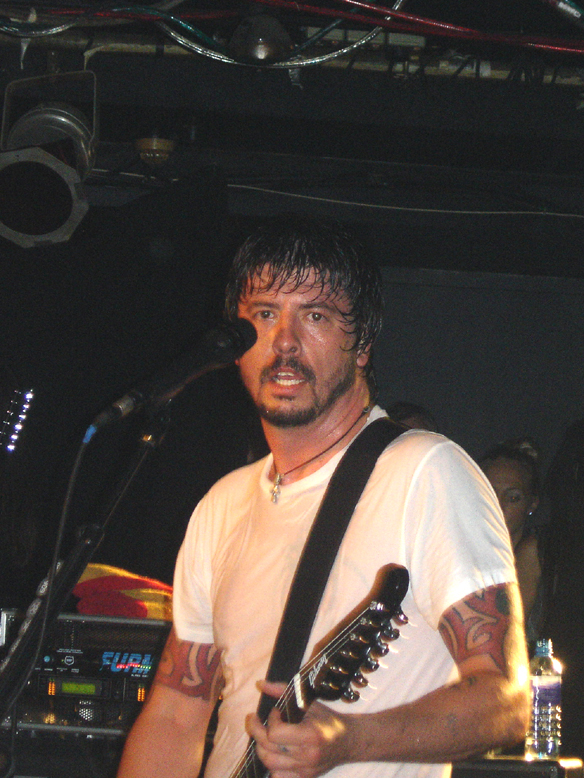
Dave Grohl a Foo Fighters frontembereként 2006-ban.

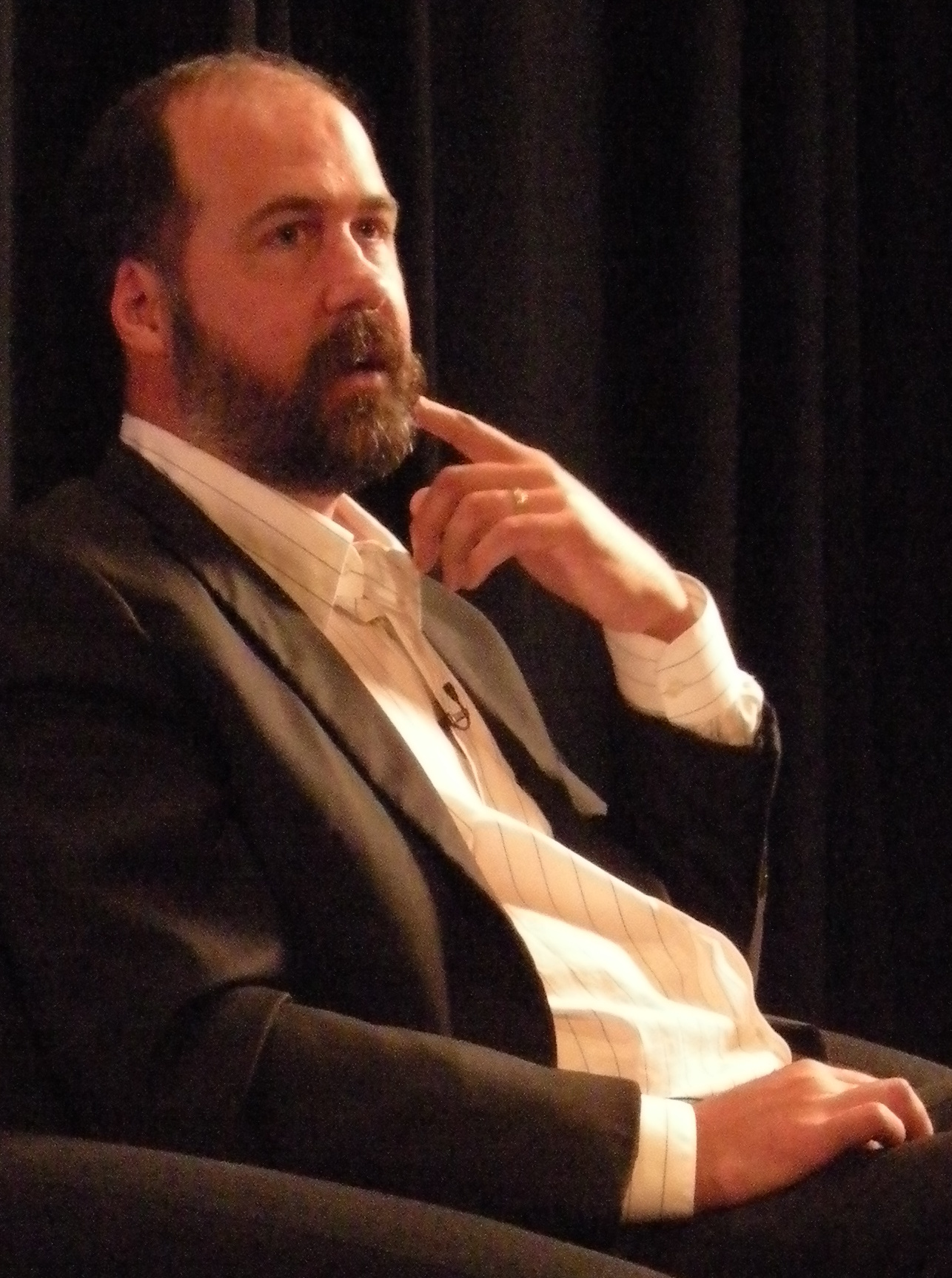
Krist Novoselic 2008-ban.

A Nirvana feloszlását követő években a zenekar két másik tagja zeneileg aktív maradt. Nem sokkal Cobain halála után Grohl felvett néhány demót, amely végül a Foo Fighters bemutatkozó albumaként jelent meg. A Foo Fighters lett Grohl első számú zenekara, és a következő évtizedben több kereskedelmileg sikeres lemezt bocsátott ki. A Foo Fighters mellett Grohl több együttesben is dobolt, mint például a Tom Petty and the Heartbreakers, a Queens of the Stone Age, a Tenacious D, a Nine Inch Nails, a Killing Joke, valamint dolgozott Paul McCartney-val és Mike Watt-tal. 2004-ben egy lemeznyi metáldalt írt és rögzített Probot néven 80-as évekbeli kedvenc heavy metal énekeseivel. A Foo Fighters mellett jelenleg a Them Crooked Vultures trió tagja.
A Nirvana után Novoselic megalakította a Sweet 75 együttest. Később Curt Kirkwooddal (ex-Meat Puppets) és Bud Gaughgal (ex-Sublime) közösen alapítottak együttest Eyes Adrift néven. Az 1999-es WTO Miniszteri Konferencia idején rendezett demonstráción Seattle-ben egyszeri alkalommal fellépett a No WTO Combo nevű alkalmi társulás tagjaként, Kim Thayil (Soundgarden) és Jello Biafra (Dead Kennedys) társaságában. 2006 decemberében Bruno DeSmartass basszusgitárost helyettesítette a Flipper együttes brit, ír, és amerikai turnéján. Novoselic időközben politikai aktivista lett, megalapítva a zenészek jogait védő JAMPAC bizottságot. 2004-ben Of Grunge and Government: Let's Fix This Broken Democracy címmel írt könyvet zenei pályafutásáról és politikai törekvéseiről.

### Posztumusz kiadványok
Cobain halála után több Nirvana-album is megjelent. Az első 1994 novemberében érkezett a csapat MTV Unplugged fellépésének felvételével, MTV Unplugged in New York címen. Két héttel utána egy videó-összeállítást adtak ki a Nirvana előadásaiból, melynek a címe Live! Tonight! Sold Out!! volt. Az anyag jelentős részét, mely a Nevermind-turné nagy részét dokumentálta, még maga Cobain állította össze. Az eredeti szándékuk az volt, hogy az MTV Unplugged albumot egy duplalemezes változatban adják ki, így az első lemez akusztikus zenéjét a második lemez elektromos zenéje egyensúlyozta volna ki. Mindazonáltal, a két életben maradt tag számára a Nirvana-felvételek átválogatása, ilyen kevéssel Cobain halála után, túl nagy érzelmi megrázkódtatás volt. A koncertalbum, mely különböző élő felvételekből válogat, végül 1996 októberében jelent meg From the Muddy Banks of the Wishkah címmel.
1997 augusztusában, a Wall Sound nevű online zenei portál hírül adta, hogy Grohl és Novoselic egy ritkaságokat tartalmazó, többlemezes Nirvana-válogatáson dolgoznak. Négy évvel később az együttes kiadója bejelentette, hogy a box set elkészült, és 2001 szeptemberében, a Nevermind album 10. évfordulóján kívánják megjelentetni. Nem sokkal a megjelenés előtt Courtney Love letiltatta az anyag kibocsátását, majd beperelte Grohlt és Novoselicet, hogy Cobain korábbi zenésztársai „elrabolják” a Nirvana hagyatékát a személyes érdekeik végett. Az ezt követő hosszas pereskedés, amely a Nirvana zenéjének tulajdonjogáról szólt, több mint egy évig tartott.
A legtöbb jogi vita egy addig kiadatlan dalra, az együttes utolsó felvett dalára, a You Know You're Rightra összpontosult. Grohl és Novoselic fel szerette volna tenni a dalt a lemezre, hogy az összes fontosabb ritkaságot egyszerre jelentessék meg. Love ellenben azzal érvelt, hogy ez a dal fontosabb, mint általában egy ritkaságfelvétel, és egy külön greatest hits típusú albumon kellene kiadni. Több mint egyéves, gyakran nyilvános, és néha bizarr jogi csatározás után a felek megállapodtak abban, hogy azonnal jelenjen meg egy greatest hits válogatás Nirvana címmel, mely tartalmazza a You Know You're Right dalt.
A Nirvana c. válogatásalbum 2002. október 29-én jelent meg. Az album tartalmazta a három stúdiólemez legnagyobb sikerű dalait, továbbá néhány jól ismert Nirvana-dal alternatív változatát. A With the Lights Out box set végül 2004 novemberében jelent meg. A kiadvány rengeteg korai Cobain-demót, nyers próbatermi felvételeket, és a zenekar pályafutása során rögzített élő számokat tartalmazott. A box set legjobb dalaiból 2005 végén egy Sliver: The Best of the Box című válogatás CD-t adtak ki. A lemez tizenkilenc dalt tartalmazott a box setből, plusz három korábban kiadatlan felvételt, köztük a Spank Thru egy verzióját az 1985-ös Fecal Matter demóról. 2002-ben egy Jim DeRogatis készítette interjúban Love elmondta, hogy számtalan kiadatlan kazetta, demó és hálószobai felvétel maradt Cobain halála után.
2006 áprilisában Love bejelentette, hogy eladja a Nirvana dalaiban való érdekeltségének huszonöt százalékát, amit 50 millió dollárra becsültek. A részesedést a Primary Wave Music kiadó vette meg, amit Larry Mestel, a Virgin Records egy korábbi ügyvezető igazgatója alapított. Az eladáshoz kapcsolódó nyilatkozatban Love biztosította a Nirvana rajongótáborát, hogy a jogokat nem egyszerűen a legnagyobb ajánlatot tevőnek adták oda: „Továbbra is hűek maradunk a Nirvana szellemiségéhez, miközben ezt a zenét eljuttatjuk oda, ahol még nem járt”.
Azóta további kiadványok láttak napvilágot. Többek között 2006-ban a Live! Tonight! Sold Out!! DVD-változata. Ugyancsak DVD-n jelent meg az MTV Unplugged in New York vágatlan verziója 2007-ben. Live at Reading címmel adták ki az 1992-es Reading fesztiválos koncertjük felvételét CD-n és DVD-n egyaránt 2009 novemberében. Az együttes bemutatkozó albumát (Bleach), a megjelenésének 20. évfordulója alkalmából, remasterelve adták ki újra 2009-ben, bónuszként a portlandi Pine Street Theatre-ben 1990. február 9-én adott Nirvana-koncert korábban kiadatlan hanganyagával együtt.

## Stílusa és hatása
A Nirvanát megelőzően az alternatív zene sorsa többnyire az erre szakosodott lemezboltokon múlt, a nagy lemezkiadók pedig a legtöbb esetben csak úgy tekintettek rá, mint az adóból leírható költségre. A Nirvana második albumát (Nevermind, 1991) követően viszont már semmi nem volt ugyanaz, mint korábban. A Nirvana népszerűvé tette a punkot, a post-punkot és az indie rockot, úgy hozva be ezeket a stílusokat az amerikai mainstream könnyűzenébe, mint addig egyetlen más zenekar sem. Habár a hangzásukban egyenlő arányban volt jelen a Cheap Trick és a Black Sabbath (amit washingtoni barátaik, az underground rocker Melvins révén ismertek meg), a Nirvana alapja egyértelműen az indie rock volt. Feldolgozták a Vaselines dalait, új életet leheltek Devo new wave számaiba, és Kurt Cobain egyfolytában magasztalta kedvenc együtteseit – legyen az az art punk Raincoats, vagy Meat Puppets countryval fűszerezett hardcore-ja –, mintha a kedvenc lemezei mindig is fontosabbak lettek volna, mint saját zenéje.
Habár a Nirvana alapját az indie rock adta, a dallamaik pedig poposak voltak, mégis lemezeik és élő fellépéseik a posztindusztriális fehérzajt és a heavy metal őrlését egyesítették. Ez az, ami a zenekart példa nélkül álló multiplatina szenzációvá tette. A Jane’s Addiction és a Soundgarden a hatalmas amerikai heavy metal közönségnek bizonyított, a Pixies a pop érzékenységét egyesítette az indie rock fehérzajjal, de a Nirvana egybegyúrta az egészet, amivel egy szenvedélyes és dallamos hangzást hoztak létre. A Nirvana gyökereit az indie stílus jelentette, de szerették a popzenét, és miközben mindenki körüludvarolta őket, az együttes tagjai küzdöttek a sztárságukkal, és az egyik leghírhedtebb antirocksztárokká lettek. Ennek eredménye az a tudatos kísérlet, hogy az érdes In Utero albummal szétzilálják rajongótáborukat, ami csak részben teljesítette a zenekar célját. Akkorra azonban az együttes és Kurt Cobain sorsa megpecsételődött. A kábítószer-függőségtől és mániákus depressziótól szenvedő Cobain destruktív és öngyilkos hajlamú lett, bár menedzsmentje és kiadója sikeresen rejtegették problémáit a közönség elől, egészen 1994. április 8-ig, amikor önkezével vetett véget életének. Cobain talán nem tudta elviselni a Nirvana sikereit, de a zenekar öröksége az egyik legnagyobb hatású a rock and roll történetében.
A Nirvana sikerének nyomában az 1990-es éveket a grunge stílus uralta olyan Seattle-környéki zenekarokkal, mint a Pearl Jam, a Soundgarden, az Alice in Chains, és a Stone Temple Pilots, melyek milliós lemezeladásokat produkáltak, és dalaikkal vezették a slágerlistákat. Ennek köszönhetően a grunge-érát megelőzően kereskedelmileg sikeres, multinacionális kiadóknál dolgozó glam metal és thrash metal előadók vagy az undergroundba szorultak, esetleg fel is feloszlottak, vagy a csúcson maradás érdekében stílusváltásra kényszerültek (Bon Jovi, Metallica).

## Tagok
- Kurt Cobain – ének, gitár (1987–1994)
- Krist Novoselic – basszusgitár (1987–1994)
- Dave Grohl – dobok (1990–1994)

### Korábbi tagok
- Aaron Burckhard – dobok (1987–1988)
- Dave Foster – dobok (1988)
- Dale Crover – dobok (1988, 1990)
- Chad Channing – dobok (1988–1990)
- Jason Everman – gitár (1989)
- Dan Peters – dobok (1990)

### Vendégzenészek koncerteken
- „Big” John Duncan – gitár (1993)
- Pat Smear – gitár (1993–1994)
- Lori Goldston – cselló (1993–1994)
- Melora Creager – cselló (1994)

## Diszkográfia
Stúdióalbumok
- Bleach (1989)
- Nevermind (1991)
- In Utero (1993)

## Díjak és jelölések

### American Music Awards
Az American Music Awards egy évente megrendezésre kerülő zenei díjkiosztó, melyet 1973 óta rendeznek meg.
| Év   | Kategória megnevezése                   | Eredmény |
| ---- | --------------------------------------- | -------- |
| 1992 | Kedvenc új heavy metal/hard rock előadó | Jelölés  |
| 1995 | Kedvenc heavy metal/hard rock előadó    | Nyertes  |

### BRIT Awards
A BRIT Awards a Brit Hanglemezgyártók Szövetségének éves popzenei díjátadója.
| Év   | Kategória megnevezése        | Eredmény |
| ---- | ---------------------------- | -------- |
| 1993 | legjobb új nemzetközi előadó | Nyertes  |

### Grammy-díj
A Grammy-díjat az amerikai National Academy of Recording Arts and Sciences intézet ítéli oda minden évben.
| Év   | Jelölt mű                 | Kategória megnevezése                                   | Eredmény |
| ---- | ------------------------- | ------------------------------------------------------- | -------- |
| 1992 | Nevermind                 | legjobb alternatív zenei teljesítmény                   | Jelölés  |
| 1993 | Smells Like Teen Spirit   | legjobb hard rock teljesítmény                          | Jelölés  |
| 1994 | In Utero                  | legjobb alternatív zenei teljesítmény                   | Jelölés  |
| 1995 | All Apologies             | legjobb hard rock teljesítmény                          | Jelölés  |
| 1995 | All Apologies             | legjobb rockénekes teljesítmény duóban vagy együttesben | Jelölés  |
| 1996 | MTV Unplugged in New York | legjobb alternatív zenei teljesítmény                   | Nyertes  |

### MTV Video Music Awards
Az MTV Video Music Awards egy évente megrendezett díjátadó, melyet 1984-ben hozott létre a Music Television.
| Év   | Jelölt mű               | Kategória megnevezése      | Eredmény |
| ---- | ----------------------- | -------------------------- | -------- |
| 1992 | Smells Like Teen Spirit | legjobb alternatív video   | Nyertes  |
| 1992 | Smells Like Teen Spirit | Az év videója              | Jelölés  |
| 1992 | Smells Like Teen Spirit | Közönségdíj                | Jelölés  |
| 1992 | Nirvana                 | legjobb új előadó          | Nyertes  |
| 1993 | In Bloom                | legjobb alternatív video   | Nyertes  |
| 1994 | Heart-Shaped Box        | legjobb alternatív video   | Nyertes  |
| 1994 | Heart-Shaped Box        | legjobb művészeti rendezés | Nyertes  |
| 1994 | Heart-Shaped Box        | Az év videója              | Jelölés  |
| 1994 | Heart-Shaped Box        | legjobb operatőri munka    | Jelölés  |
| 1994 | Heart-Shaped Box        | Közönségdíj                | Jelölés  |

### NME Awards
A brit NME zenei magazin által alapított díjat évente adják át.
| Év   | Jelölt mű                 | Kategória megnevezése | Eredmény |
| ---- | ------------------------- | --------------------- | -------- |
| 2005 | With the Lights Out       | legjobb zenei DVD     | Jelölés  |
| 2008 | MTV Unplugged in New York | legjobb zenei DVD     | Nyertes  |